# Carriganass Castle
Carriganass Castle (irisch-gälisch: Caisleán Charraig an Easa, dt.: „Burg auf dem Felsen mit dem Wasserfall“) ist die Ruine eines Tower House aus dem 16. Jahrhundert beim Dorf Kealkill, etwa 8 km nordöstlich von Bantry im Westen des irischen County Cork.

## Geschichte
Carriganass Castle ließ vermutlich um 1540 Dermont O’Sullivan, ein Mitglied des O’Sullivan-Beare-Clans, der im 16. und Anfang des 17. Jahrhunderts erhebliche Macht in West Cork hatte, errichten. Die Burg ging durch die Hände verschiedener Mitglieder der Familie O’Sullivan als diese sich bis 1601 in einer Periode interner Kämpfe befand. Dann schlossen sie sich zusammen, um Hugh O’Neill in der Schlacht von Kinsale zu unterstützen. Nach dem englischen Sieg in Kinsale verfolgte einer der Kommandeure, Sir George Carew, die Streitkräfte der O’Sullivans zu ihrer Basis auf der Beara-Halbinsel zurück. Eine kleine Garnison hinterließ man auf Carriganass Castle, während der Hauptteil der O’Sullivan-Streitkräfte auf Dunboy Castle zurückkehrte. Carews Armee nahm Carriganass Castle mit Leichtigkeit ein, bevor sie zur Belagerung von Dunboy Castle zurückkehrte. Die O’Sullivans wurden später enteignet und die Burg geriet in das Eigentum der Barretts, die sie bis in die 1930er-Jahre behielten. In der Zeit, in der die Barretts die Burg besaßen, wurde daneben ein Haus errichtet; die Burg aber verfiel bis zu ihrem heutigen Zustand.

## Architektur
Carriganass Castle war ein typisches, irisches Tower House aus dem 16. Jahrhundert mit einem vierstöckigen Turm, der mit einer 4,2 Meter hohe Kurtine oder Einfriedung umgeben war. Der Hauptturm thront auf einem überhängenden Felsen über dem Ouvane River und hat vier Ecktürmchen. Der Haupteingang in die Burg war durch ein Tor auf der Nordseite der Einfriedung, die ihrerseits vier Ecktürme hatte. Der Hauptturm saß in der westlichen Mauer. Heute ist die Burg eine Ruine; Teile des Hauptturms sind eingestürzt.

## Wanderwege um Carriganass Castle
Carriganass Castle liegt an einer Kreuzung einer Reihe von wichtigen Wanderwegen in West Cork. Der Beara-Breifne Way erinnert an O’Sullivan Beres Marsch von West Cork nach County Leitrim, wo er sich der Flucht der Grafen anschloss. Von Carriganass Castle aus kann man Rundwege verbinden, die Teil des Sheep’s-Head-Way-Netzwerkes von Wanderwegen sind. Auch ist die Burg der Mittelpunkt des St Finbarr’s Way, eines Pilgerpfades, der auf den Spuren der Reise des Heiligen Finbarr von Drimoleague nach Gougane Barra verläuft.